# 218987 Heidenhain
218987 Heidenhain este un asteroid din centura principală de asteroizi.

## Descriere
218987 Heidenhain este un asteroid din centura principală de asteroizi. A fost descoperit pe 26 aprilie 2008 la Gaisberg de Richard Gierlinger. Asteroidul prezintă o orbită caracterizată de o semiaxă mare de 2,94 ua, o excentricitate de 0,07 și o înclinație de 4,3° în raport cu ecliptica.